# Ууемийз Юханнес Юліусович
Юханнес (Йоханнес) Юліусович Ууемийз (7 грудня 1914, залізнична станція Сонда волості Ерра Везенберзького повіту Естляндської губернії, тепер волості Сонда повіту Іда-Вірумаа, Естонія — ?) — радянський естонський діяч, залізничник, машиніст паровозного депо Валга Естонської залізниці. Депутат Верховної Ради СРСР 3-го скликання.

## Життєпис
Народився в багатодітній родині робітника залізничної станції Сонда Естляндської губернії. Мати працювала прибиральницею на залізничній станції. У 1922 році помер батько.
У 1929 році Юханнес Ууемийз закінчив Сондаську шестикласну початкову школу.
У 1929—1931 роках працював сезонним робітником на лісопильному заводі, наймитував у заможних селян.
З 1931 по 1935 рік навчався спочатку в Нарвській, а потім у Тартуській ремісничих школах, здобув спеціальність слюсаря.
У 1935—1937 роках служив в естонській національній армії.
У 1937 році працював у приватних майстернях міста Тарту.
У 1937—1941 роках — підручний слюсаря, помічник машиніста паровоза Талліннського паровозного депо. У 1941 році здобув спеціальність машиніста паровоза.
Під час німецької окупації з 1941 по 1944 рік працював у паровозному депо Валга. У 1944 році брав участь у відновленні зруйнованого війною депо.
З літа 1945 року — машиніст паровозного депо Валга Естонської залізниці. Машиніст-«важковаговик», ініціатор соціалістичного змагання.
Потім викладав у школі машиністів поїздів у Таллінні.
Подальша доля невідома.

## Нагороди та відзнаки
- орден «Знак Пошани»
- медаль «За доблесну працю у Великій Вітчизняній війні 1941—1945 рр.» (1945)
- медалі
- знак «Відмінний паровозник»
- значок «Ударнику сталінського призову»